# 阿姆斯特丹音樂廳
阿姆斯特丹音樂廳（荷蘭語：Koninklijk Concertgebouw，發音：[ˌkoːnɪnklək kɔnˈsɛrtxəbʌu]），位於荷蘭阿姆斯特丹。由於對建築聲學的高度重視，因此與波士頓交響樂大廳、維也納金色大廳一同被視為是世界上最佳的音樂廳之一。
2013 年 4 月 11 日，为庆祝该建筑落成 125 周年，贝娅特丽克丝女王授予该建筑“Koninklijk”皇家头衔。

## 歷史

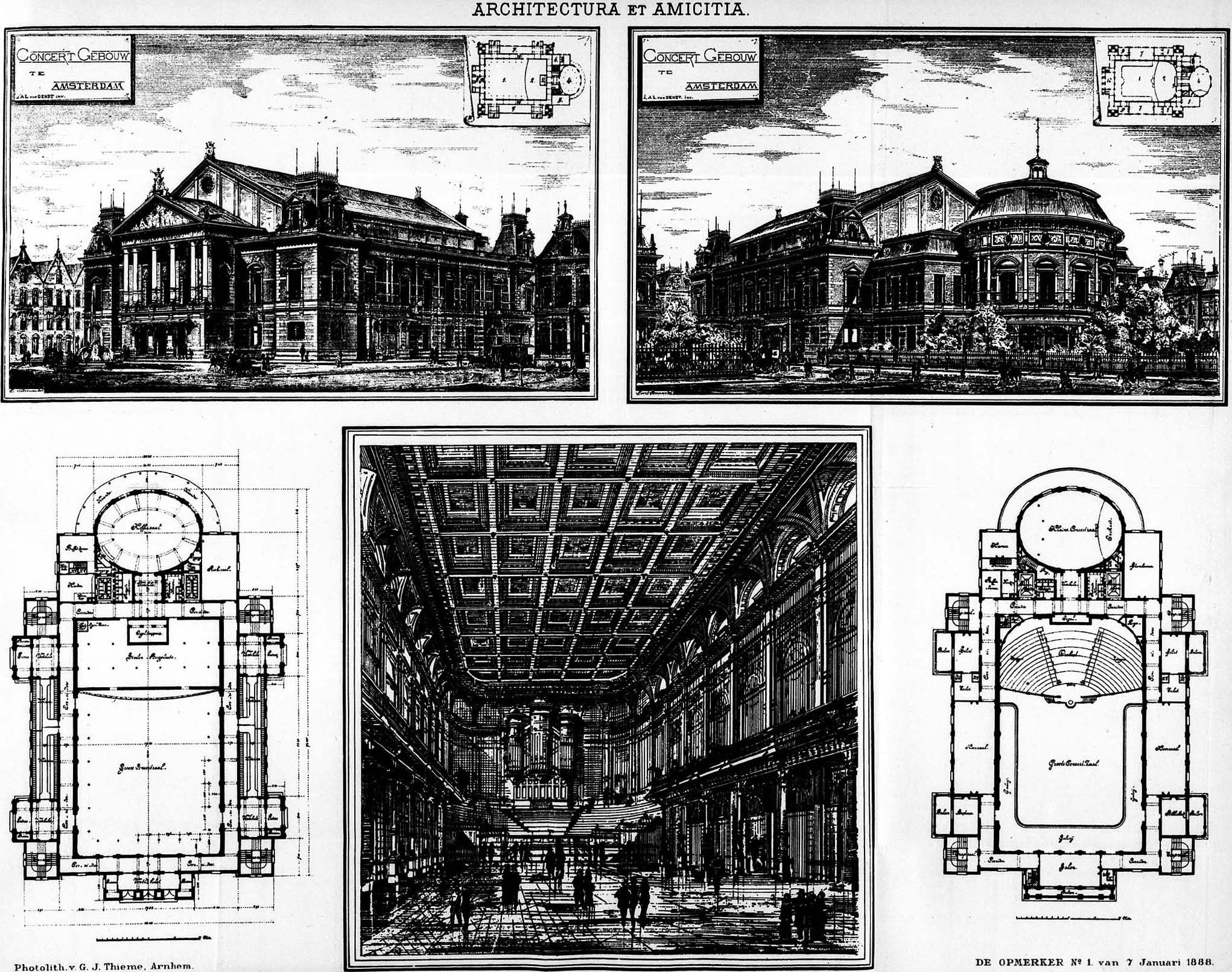
1888年的建築製圖

音樂廳的建築師為多尔夫·凡·亨特，其靈感來自於兩年前开始建造的萊比錫布商大廈（Neues Gewandhaus，1884年完工，毀於1943年）。1883年，音樂廳開始動工，地點位於當時阿姆斯特丹市外新阿姆斯特爾（1964年后改名為阿姆斯特爾芬）的一片牧草地。

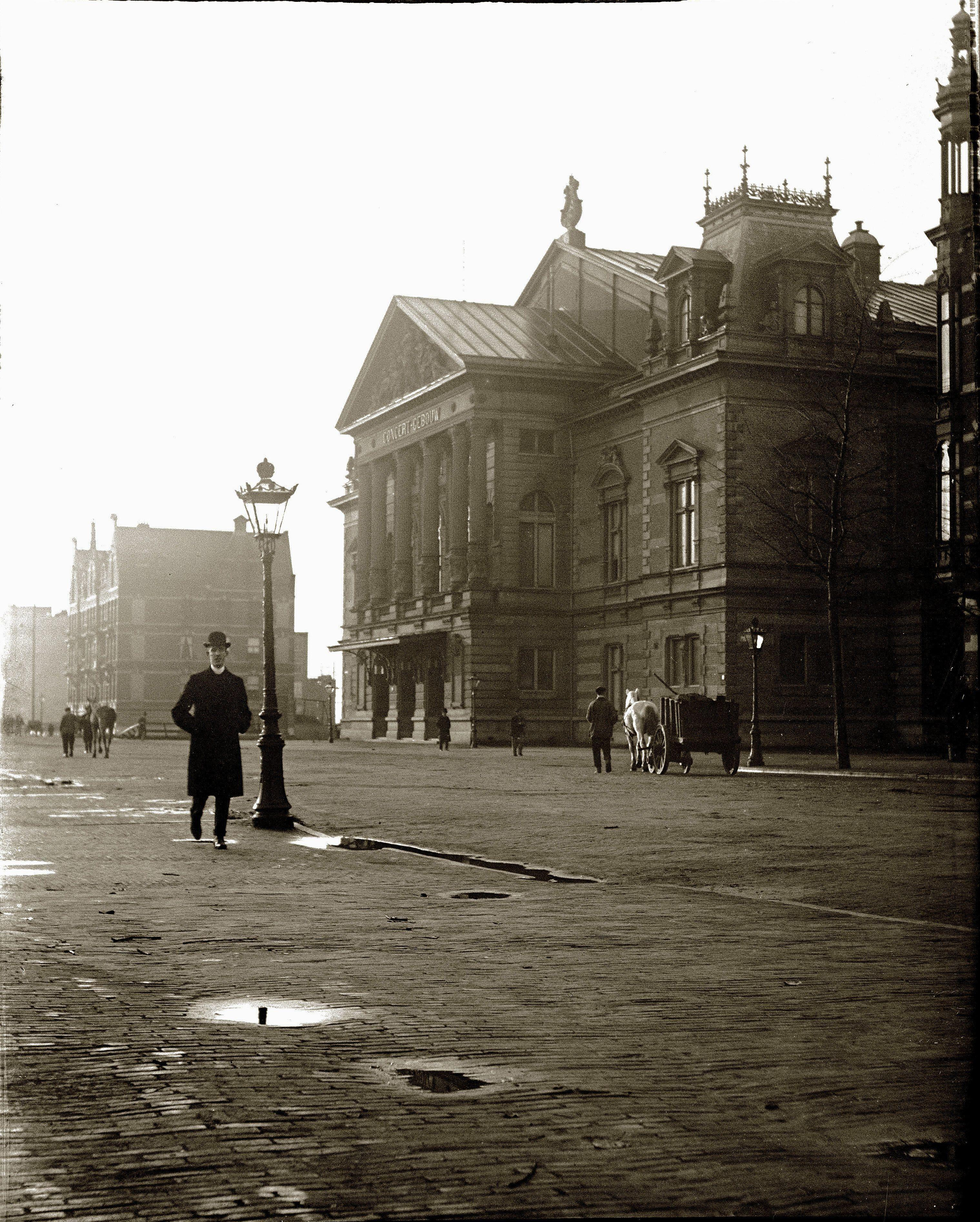
1902年的音樂廳

音樂廳在1888年4月11日開幕，並舉行一場有120位音樂家組成的交響樂團，以及500人制合唱團參與的音樂會，演出了華格納、韓德爾、巴哈和貝多芬的作品。如今该音乐厅的駐地交響樂團為世界著名乐团——王家音樂廳樂團，他們在1888年11月3日以「阿姆斯特丹音樂廳樂團」（Concertgebouworkest）的名稱在该廳首次演出。
今日，每年約有900場音樂會在阿姆斯特丹音樂廳舉行，觀眾超過800,000名，是世界上觀眾數第二多的音樂廳，僅次於觀眾數超過一百萬的羅馬音乐公园礼堂。音樂廳的一大特色是一年一度由荷蘭木管合奏團所擔綱的新年音樂會。
目前音樂廳的行政總監為 ，藝術總監為 。

## 建築特色
在建造音樂廳的年代，聲學被視為某種「黑魔法」。設計者是根據在過去尚未了解的科學（即使在今日依舊沒有完全了解）來繪製图纸。音樂廳完工之後，由於聲學的表現未臻完美，還投入大量心力去微調聽覺氛圍。在之後的整修工程中，會特別去注意不要修改過去內部裝潢所使用的素材。1980年代，在發現音樂廳正在緩慢下沉後，人们開始籌措資金以進行更新。音樂廳擴建工程由建築師皮·德·布鲁因负责。

### 大廳

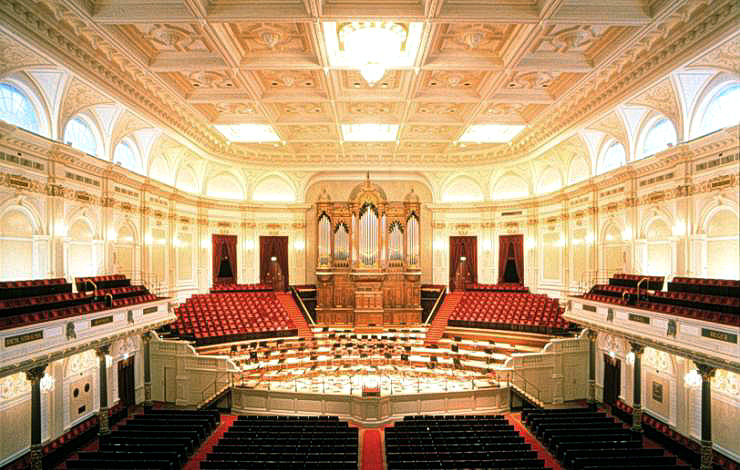
音樂廳的「大廳」

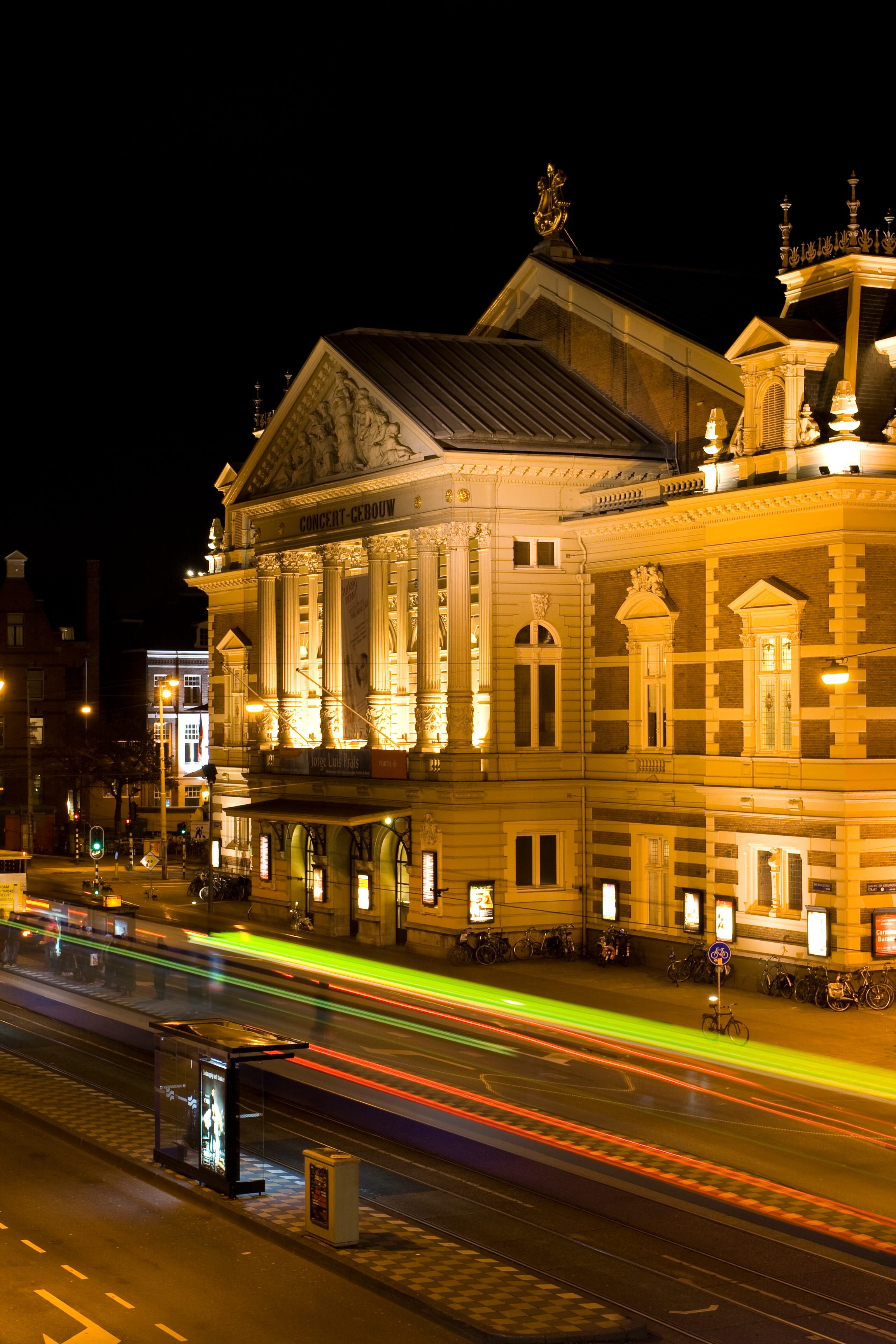
音乐厅外观，攝於2008年夜晚

「大廳」（Grote Zaal）有著2037個座位，長44公尺，寬28公尺，高17公尺。無觀眾時的混响時間為2.8秒，有觀眾為2.2秒，非常適合馬勒等浪漫樂派晚期的曲目。雖然這項特色讓音樂廳十分不適合裝麥克風演出，但1960年代先後有何許人合唱團與平克·佛洛伊德等團體在此開唱。除了交響樂，爵士樂、世界音樂和歌劇等也會在大廳演出。

#### 作曲家姓名刻表
阿姆斯特丹音乐厅在其大厅和小厅墙壁上刻有许多著名作曲家的姓氏，其中大厅二层看台外沿所列作曲家曾在这里演出或所写作品于此首演，例如德国作曲家马勒，他曾在这个音乐厅指挥了自己所写的前五部交响曲。
| - 亨德尔 - 吕利 - 斯卡拉蒂 - 莫扎特 - 凯鲁比尼 | - 韦伯 - 柏辽兹 - 肖邦 - 李斯特 - 瓦格纳 | - 古诺 - 赖因肯 - 斯海特 - 奥布雷赫特 - 斯韦林克 | - 拉絮斯 - 克莱门斯·农·帕帕 - 万宁 - 勃拉姆斯 - 鲁宾斯坦 | - 加德 - 费尔许尔斯特 - 舒曼 - 门德尔松 - 舒伯特 | - 施波尔 - 贝多芬 - 海顿 - 巴赫 |

二层看台外沿的作曲家列表：
| - 斯特拉文斯基 - 皮佩尔 - 拉威尔 - 雷格 - 瓦海纳尔 | - 柴可夫斯基 - 兹威尔斯 - 布鲁克纳 - 马勒 - 弗兰克 | - 迪彭布罗克 - 德彪西 - 多佩尔 - 理查·施特劳斯 - 伦特根 | - 巴托克 - 德沃夏克 |

小厅墙壁上的作曲家列表:
| - 海顿 - 贝多芬 - 莫扎特 - 舒伯特 - 舒曼 - 鲁宾斯坦 | - 费迪南·希勒 - 勃拉姆斯 - 格里格 - 圣桑 - 门德尔松 - 巴赫 |

### 小廳
「大廳」旁是一個較小的「小廳」（Kleine Zaal），場地呈現橢圓形。「小廳」長約20公尺，寬15公尺，有著478個座位，其空間非常適合室內樂和藝術歌曲的演出。

## 外部連結
- 官方网站（荷蘭語）（英語）